# Волынский лейб-гвардии полк
Лейб-гвардии Волынский Его Величества полк — пехотный (егерский) полк Российской императорской гвардии. С 1831 года входил в состав 3-й гвардейской пехотной дивизии.
Старшинство: с 12 декабря 1806 года.
Полковой праздник: 12 декабря — день памяти Святого Спиридона.

## История
12 декабря 1806 года по просьбе членов императорской семьи и под контролем цесаревича Константина Павловича из удельных крестьян императорского дома был сформирован Императорский батальон милиции, расположившийся в Стрельне. 29—30 мая 1807 года батальон получил боевое крещение, участвуя во взятии города Гуттштадта и преследовании неприятеля до реки Пассарге. 2 июня 1807 года участвовал в сражении при Фридланде. За боевые заслуги причислен к гвардии.
С 22 января 1808 года — лейб-гвардии императорский батальон милиции. С 8 апреля 1808 года — лейб-гвардии Финляндский батальон. 19 октября 1811 года на основе лейб-гвардии Финляндского батальона сформирован лейб-гвардии Финляндский полк трёхбатальонного состава.
1814 год — 1-й батальон полка (бывший милиционный) награждён Георгиевским знаменем с надписью: «За отличие при поражении и изгнании неприятеля из пределов России в 1812 г.» и серебряными трубами с гравировкой: «В вознаграждение отличных храбрости и мужества, оказанных в сражении при Лейпциге 4 октября 1813 года». 1-й батальон оставлен в Варшаве.
12 октября 1817 года сформирован в Варшаве из 1-го батальона Финляндского лейб-гвардии полка Лейб-гвардии Волынский полк в составе двух батальонов для охраны великого князя Константина Павловича, получил права Старой гвардии. Был включен в состав Литовского корпуса, а по роду службы отнесен к лёгкой (егерской) пехоте. В январе 1818 года Волынскому полку переданы Георгиевское знамя и серебряные трубы.
В 1831 году участвовал в подавлении Польского восстания (сражение при Остроленке, оборона Вильно и Гродно, штурм Варшавы).
В 1832 году выведен в Санкт-Петербург и расквартирован в Кронштадте, в 1836 году переведен в Ораниенбаум.
В 1853—1856 годах участвовал в Крымской войне, охраняя Балтийское побережье. Участвовал в стычке с английским морским десантом под Выборгом, у деревни Макслакс (сейчас посёлок Прибылово Выборгского района). 23 мая 1855 года фельдфебели полка (единственного из всех гвардейских полков, участвовавших в Крымской войне), 13-й роты Фёдор Дворецкий и 15-й роты Епифан Фёдоров получили знаки отличия ордена Святого Георгия.
В 1862 году в составе 3-й гвардейской пехотной дивизии переведён в Варшаву.

### Участие в Первой мировой войне
Участвовал в Первой мировой войне. С 25 августа по начало сентября 1914 года в составе 23-го армейского корпуса участвовал в Восточно-Прусской операции. Со 2 октября до середины декабря 1914 года в составе 23-го армейского корпуса участвовал в Лодзинской операции. В июне 1915 года в составе группы генерала Владимира Олохова прикрывал направление между Хелмом и Владимиром-Волынским. В начале июля 1915 г. выдержал ожесточенные бои у Заборце в ходе Грубешовского сражения и затем в ходе Люблин-Холмского сражения. 24 сентября 1915 года в составе Гвардейского корпуса вёл оборонительные бои за Сморгонь. Отличился на Стоходе в июле 1916 г. В декабре 1916 года в честь полкового праздника отозван с фронта в столицу.

### Участие в революции
Казармы запасного полка в Петрограде находились по Виленскому переулку, 15 и Парадной улицы, 3, 5, 7, около Таврического дворца.
27 февраля 1917 года утром полковая учебная команда (350 человек), убив своего командира штабс-капитана Лашкевича, перешла на сторону восставшего населения Петрограда, начав агитацию в лейб-гвардии Литовском и Преображенском полках. Бунт возглавлял унтер-офицер запасного батальона Тимофей Кирпичников.
В дальнейшем полк быстро большевизировался. Во время корниловского выступления (28 и 31 августа) полк требовал создания однородного социалистического правительства и освобождения большевиков, арестованных за июльское выступление.
18 октября 1917 года, вынес решение о поддержке вооруженного восстания.
Во время Октябрьской революции волынцы участвовали в штурме Зимнего дворца, охраняли подступы к Смольному, заняли Финляндский вокзал. Во время наступления Керенского-Краснова на Петроград заняли Царское Село. 14 декабря участвовали в занятии Петроградского банка в связи с его национализацией.

Меня назначили помощником командира Волынского полка. Это единственный полк, который остался нерасформированным после Керенского, так как этот замечательный полк выступил первым за советскую власть…— Леваневский С. Моя стихия.
Полк был расформирован в начале 1918.
Гражданская война. Восстановлен в Добровольческой армии как отдельные роты 2-го Сводно-гвардейского полка, затем как батальон в Сводном полку 3-й гвардейской пехотной дивизии. В составе Русской армии кадр полка находился в Болгарии. Еще до реорганизации Русской армии в РОВС образовалось полковое объединение, существовавшее в Сербии, Франции и США.

## Шефы полка
- 04.03.1818 — 15.06.1831[10] — цесаревич великий князь Константин Павлович
- 25.06.1831 — 28.08.1849[11] — великий князь Михаил Павлович
- 02.02.1850 — 05.08.1878 — великий князь Николай Константинович
- 19.12.1879 — 04.03.1917 — император Николай II

## Командиры полка
(Командующий в дореволюционной терминологии означал временно исполняющего обязанности начальника или командира. С 1820-х годов должности командира гвардейского полка соответствовал чин генерал-майора, и при назначении на эту должность полковников они оставались командующими до момента своего производства в генерал-майоры).
- 22.01.1818 — 04.12.1819 — генерал-майор Ушаков, Пётр Сергеевич
- 04.12.1819 — 17.01.1830 — полковник (с 03.10.1820 генерал-майор) Есаков, Дмитрий Семёнович
- 17.11.1830 — 14.01.1842 — флигель-адъютант полковник (с 06.10.1831 генерал-майор) Овандер, Василий Яковлевич
- 14.01.1842 — 06.12.1849 — генерал-майор (с 03.04.1849 генерал-лейтенант) Довбышев, Григорий Данилович
- 06.12.1849 — 04.05.1855 — генерал-майор барон Корф, Павел Иванович
- 04.05.1855 — 23.11.1855 — командующий генерал-майор Короткевич-Ночевной, Владимир Максимович
- 23.11.1855 — 09.11.1859 — полковник (с 26.08.1856 генерал-майор) Дараган, Дмитрий Иванович
- 09.11.1859 — 15.08.1863 — генерал-майор барон Криденер, Николай Павлович
- 26.08.1863 — 20.08.1865 — генерал-майор Ралль, Василий Фёдорович
- 27.08.1865 — 12.06.1866 — флигель-адъютант полковник (с 27.03.1866 генерал-майор Свиты Е. И. В.) Власов, Георгий Петрович
- 12.06.1866 — 14.01.1876 — полковник (с 10.06.1867 генерал-майор) Прохоров, Дмитрий Дмитриевич
- 28.01.1876 — 19.02.1881 — полковник (с 17.04.1877 генерал-майор, с 21.08.1879 в Свите) Миркович, Михаил Фёдорович
- 19.02.1881 — 22.09.1886 — генерал-майор Рыкачёв, Степан Васильевич
- 01.10.1886 — 16.04.1891 — полковник (с 05.04.1887 генерал-майор) Якубовский, Иван Иосифович
- 29.04.1891 — 02.06.1900 — генерал-майор Комаров, Дмитрий Наркизович
- 03.08.1900 — 10.01.1905 — генерал-майор Доможиров, Пётр Петрович
- 10.01.1905 — 04.02.1909 — генерал-майор Клюев, Николай Алексеевич
- 13.02.1909 — 04.02.1914 — генерал-майор Турбин, Александр Фёдорович
- 04.02.1914 — 25.01.1915 — генерал-майор Геруа, Александр Владимирович
- 31.01.1915 — 07.04.1917 — генерал-майор Кушакевич, Алексей Ефимович
  - В 1915 году — полковник Тишевский, Пётр Павлович (временно)
- 16.04.1917 — хх.хх.хххх — полковник (с 23.11.1917 генерал-майор) Поливанов, Андрей Николаевич

## Известные люди, служившие в полку
- Абаканович, Станислав Константинович - генерал-лейтенант.
- Артамонов, Виктор Алексеевич — Генерального штаба генерал-майор.
- Архангельский, Алексей Петрович — генерал-лейтенант, начальник РОВС.
- фон Бооль, Владимир Георгиевич — генерал-майор, военный педагог, публицист, редактор, писатель.
- Венедиктов, Иван Иванович — государственный деятель, тайный советник.
- Дорофеев, Александр Петрович — советский генерал-майор, Герой Советского Союза, служил в полку в 1915—1917 годах.
- Дроздовский, Михаил Гордеевич — Генерального штаба генерал-майор, командир дивизии в Добровольческой армии.
- Кирпичников, Тимофей Иванович — старший унтер-офицер, деятель Февральской революции 1917.
- Мартос, Николай Николаевич — генерал от инфантерии, командир 15-го армейского корпуса в составе 2-й армии генерала Самсонова
- Лукирский, Сергей Георгиевич — генерал-майор русской армии, в дальнейшем в РККА.
- Ольшевский, Марцелин Матвеевич — генерал-лейтенант, участник покорения Кавказа.
- Омельянович-Павленко, Михаил Владимирович — полковник, создатель армии Украинской Народной Республики.
- Покровский, Григорий Васильевич — Генерального штаба генерал-майор, начальник штаба 8-й армии генерала Л. Г. Корнилова.
- Станкевич, Афанасий Евлампиевич — генерал-майор, военный писатель. Тарасов, Алексей Александрович
- Тарасов, Алексей Александрович — советский генерал-лейтенант, служил унтер-офицером в полку в 1915—1917 годах.
- Толстой, Николай Сергеевич — помещик и краевед Воскресенского края Нижегородской губернии, оставивший после себя важные сведения об истории этого края. Участник крымской войны.
- Трескин, Леонид Николаевич — полковник лейб-гвардии, один из руководителей антибольшевистского сопротивления в Москве.
- Стогов, Николай Николаевич — Генерального штаба генерал-лейтенант, активный участник Белого движения.
- Фиркс, Александр Александрович — генерал от инфантерии, командующий войсками Киевского военного округа.
- Цытович, Эраст Степанович — генерал от инфантерии, член Военного совета.
- Эйхен, Фёдор Фёдорович — генерал-майор.